# An Affair of Hearts
An Affair of Hearts é um filme mudo norte-americano de 1910 em curta-metragem, do gênero comédia, dirigido por D. W. Griffith e Frank Powell.

## Elenco
- William A. Quirk
- Mack Sennett
- Florence Barker
- Francis J. Grandon
- Anthony O'Sullivan
- Jack Pickford